# Vertedero (basura)

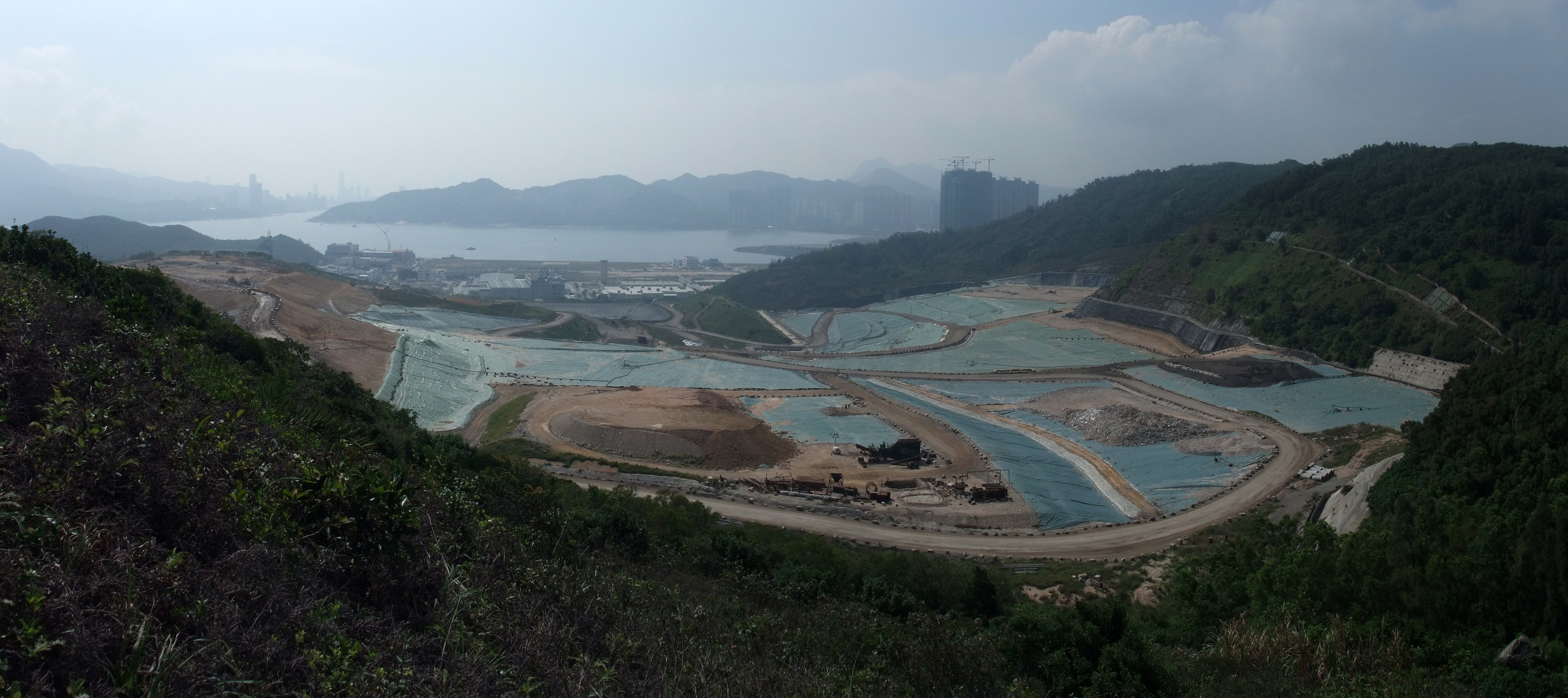
Vertedero en Hong Kong

Los vertederos, tiraderos, rellenos sanitarios o basureros, también conocidos en algunos países hispanohablantes como basurales, son aquellos lugares donde se deposita finalmente la basura. Pueden ser oficiales o clandestinos.

## Operaciones

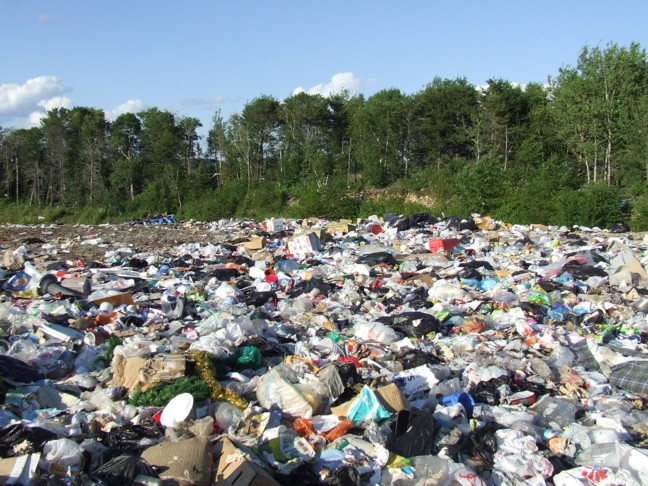
Uno de los varios vertederos utilizados por Dryden, Ontario, Canadá

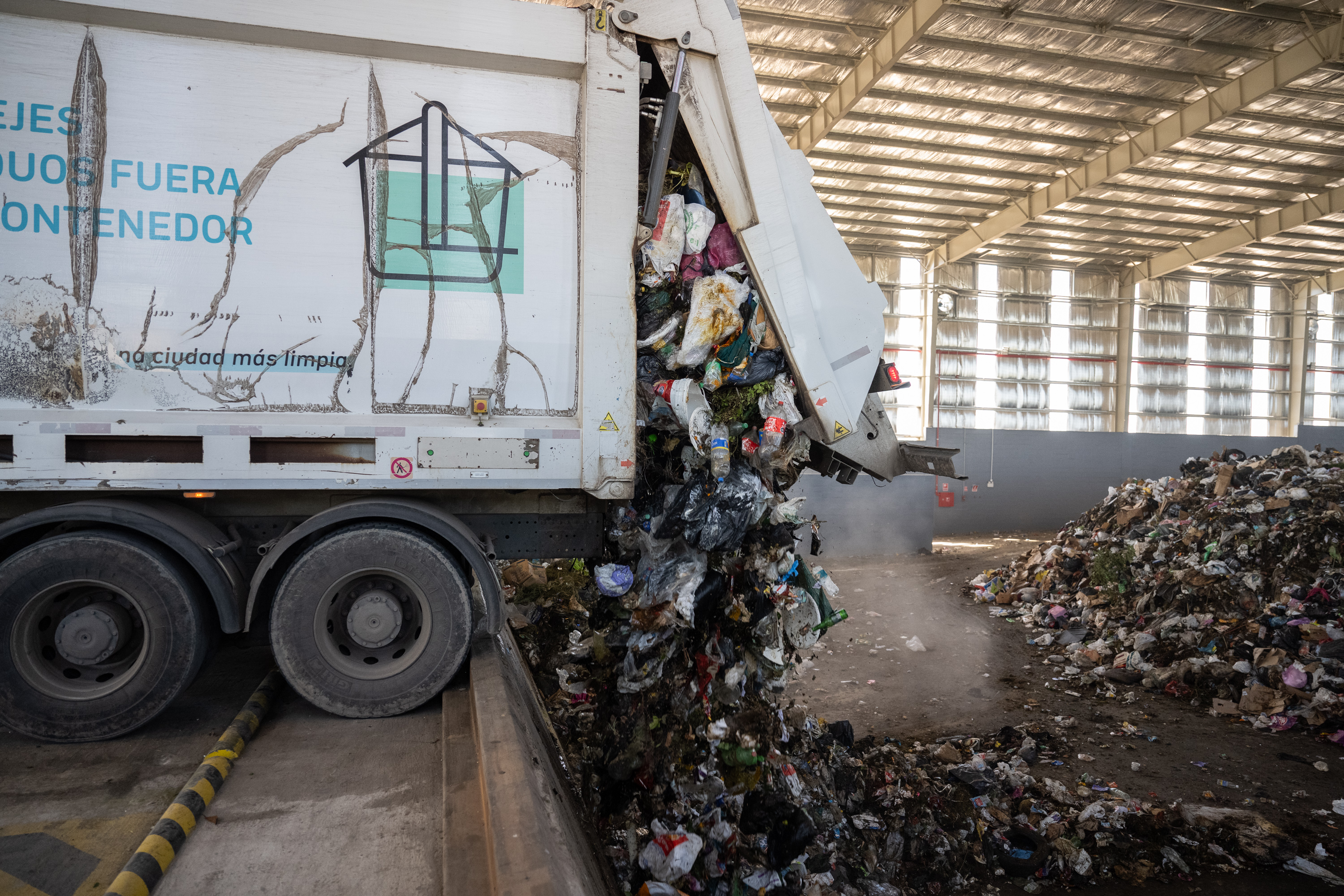
Un camión recolector de basura descarga su contenido en la estación de transferencia de contenedores Felipe Cardoso, en Montevideo, Uruguay.

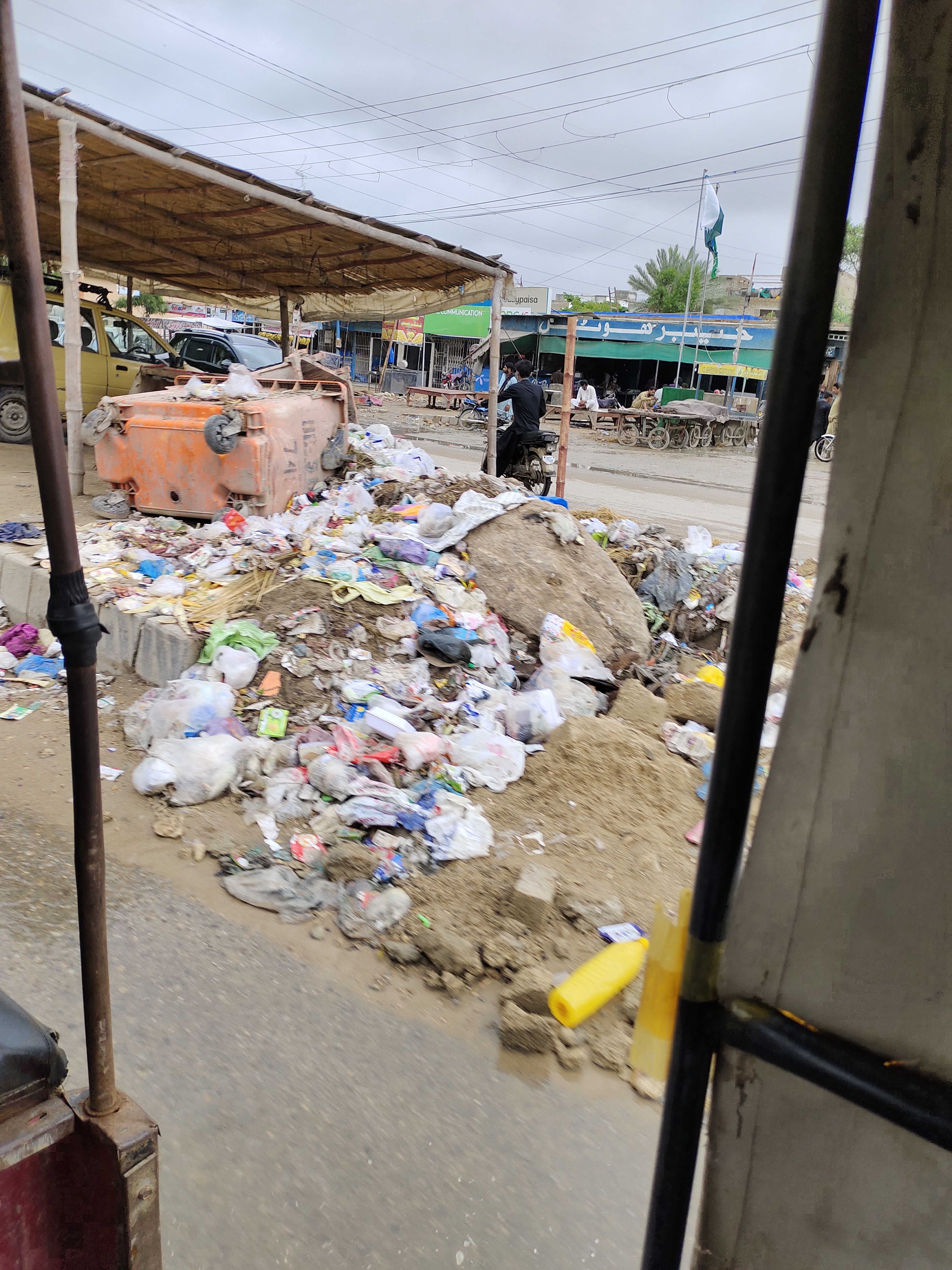
Basura tirada en medio de una carretera en Karachi

Los operadores de vertederos bien gestionados para residuos no peligrosos cumplen especificaciones predefinidas mediante la aplicación de técnicas para:
1. Confinar los residuos a un área lo más pequeña posible.
2. compactar los residuos para reducir el volumen[3]

También pueden cubrir los residuos (normalmente a diario) con capas de tierra u otro tipo de material como astillas de madera y partículas finas.
Durante las operaciones del vertedero, una báscula o báscula puente puede pesar los vehículos de recolección de residuos a su llegada y el personal puede inspeccionar las cargas en busca de residuos que no cumplan con los criterios de aceptación de residuos del vertedero. Posteriormente, los vehículos de recogida de residuos utilizan la red viaria existente para dirigirse al frente de vertido o frente de trabajo, donde descargan su contenido. Después de depositadas las cargas, los compactadores o bulldozers pueden esparcir y compactar los residuos en el frente de trabajo. Antes de salir de los límites del vertedero, los vehículos de recogida de residuos pueden pasar por una instalación de limpieza de ruedas. Si es necesario, regresan a la báscula puente para volver a pesar sin su carga. El proceso de pesaje puede recopilar estadísticas sobre el tonelaje de desechos entrantes diarios, que las bases de datos pueden conservar para el mantenimiento de registros. Además de los camiones, algunos vertederos pueden tener equipo para manipular contenedores ferroviarios. El uso de "transporte ferroviario" permite que los rellenos sanitarios se ubiquen en sitios más remotos, sin los problemas asociados con muchos viajes en camión.
Normalmente, en el frente de trabajo, los residuos compactados se cubren con tierra o materiales alternativos diariamente. Los materiales alternativos para la cubierta de residuos incluyen madera astillada u otros "residuos verdes", varios productos de espuma rociados, biosólidos químicamente "fijados" y mantas temporales. Las mantas pueden colocarse en su lugar por la noche y luego retirarse al día siguiente antes de colocar los desechos. El espacio que diariamente ocupan los residuos compactados y el material de cobertura se denomina celda diaria. La compactación de residuos es fundamental para prolongar la vida útil del vertedero. Factores como la compresibilidad de los desechos, el espesor de la capa de desechos y el número de pasadas del compactador sobre los desechos afectan las densidades de los desechos.

## Tipos de vertederos
En España, según el artículo 5 del Real Decreto 646/2020, los tipos de vertederos se clasifican en 
1. Vertedero para residuos peligrosos.
2. Vertedero para residuos no peligrosos.
3. Vertederos para residuos inertes.

Un vertedero podrá estar clasificado en más de una de las categorías fijadas en el apartado anterior, siempre que disponga de celdas independientes que cumplan los requisitos especificados en este real decreto para cada clase de vertedero.
Existen otras clasificaciones en función de su legalidad:
- Vertedero clandestino: Es un lugar en el que, sin consideraciones medioambientales, es elegido por algún grupo humano para depositar sus desechos sólidos. Son graves fuentes de contaminación, enfermedades y otros problemas. Generalmente son establecidos en dolinas o sumideros.
- Vertedero legal: Es un vertedero que bajo ciertas consideraciones o estudios de tipo económico, social y ambiental, es destinado a ese fin por los gobiernos municipales. También son conocidos como «vertederos controlados».

## Tipos de vertederos controlados
- En función de la topografía: Vertederos en área, Vertederos en trinchera, Vertederos vaguada o depresión y Vertederos en ladera.
- En función al grado de compactación de los residuos: Vertederos de baja densidad con cobertura, Vertederos de densidad media con cobertura, Vertederos de alta densidad con trituración, Vertederos de alta densidad en balas.

## Contaminación generada
A los vertederos tradicionales actuales es destinada la basura generada por un grupo o asentamiento humano. Esta, por lo común, contiene de forma revuelta restos orgánicos (como comida), plásticos, papel, vidrio, metales, pinturas, tela, pañales, baterías, y una gran diversidad de objetos y sustancias consideradas indeseables.
En el proceso de descomposición de la materia en los vertederos, se forman lixiviados que arrastran los productos tóxicos presentes en la basura, y contaminan las aguas subterráneas, que en ocasiones se utilizan para consumo humano y riego. También se corre el riesgo de proliferación de microorganismos anaerobios que producen compuestos a base de amoníaco y azufre que emanan malos olores y además hace que se multipliquen los microorganismos patógenos (que causan enfermedades).
Debido a que se permite que la basura orgánica se descomponga bajo tierra, sin exposición al oxígeno, los metanógenos y otros microorganismos producen importantes cantidades de gases como metano, CO2 (gases de efecto invernadero) o gases tóxicos como el benceno, tricloroetileno, etc., que pueden agravar el efecto invernadero y el cambio climático global.
Durante los incendios accidentales o provocados en dichos vertederos, se liberan a la atmósfera al arder productos clorados, algunos tan tóxicos como las dioxinas, declarada cancerígena por la Organización Mundial de la Salud (OMS).
A pesar de los esfuerzos por recuperar los materiales contenidos en los residuos, los vertederos siguen siendo necesarios como infraestructura para la eliminación de residuos.
La reducción de los impactos ambientales, anteriormente apuntados, puede conseguirse diseñando los vertederos de modo que se evite la contaminación del entorno en el que se ubican.
En este sentido, deben tomarse medidas para la impermeabilización de los vertederos y la instalación de sistemas de recogida de lixiviados, de modo que se evite la contaminación del agua y el suelo.
También pueden prevenirse algunos impactos de los vertederos mediante sistemas de recuperación del biogás producido en la descomposición de la materia orgánica y mediante sistemas de oxidación.
Una solución para eliminar los problemas tanto de emisiones de biogás como lixiviados altamente contaminados es el tratamiento mecánico biológico cual además de la eliminación de biogás y contaminación de lixiviados disminuya notablemente el volumen a confinar y abre la opción de elaborar ganancias con la certificación y comercialización de bonos de carbono.

## Relleno sanitario
Un relleno sanitario es un lugar destinado a la disposición final de desechos o basura, en el cual se pretenden tomar múltiples medidas para reducir los problemas generados por otro método de tratamiento de la basura como son los tiraderos, dichas medidas son, por ejemplo, el estudio meticuloso de impacto ambiental, económico y social desde la planificación y elección del lugar hasta la vigilancia y estudio del lugar en toda la vida del vertedero.
Para construir un relleno sanitario es importante seleccionar el terreno que reúna condiciones técnicas adecuadas como son: topografía, nivel a que se encuentran las aguas subterráneas y disponibilidad de material para cubrir la basura.
En un relleno sanitario, a medida que se va colocando la basura, esta es compactada con maquinaria y cubierta con una capa de tierra y otros materiales para posteriormente cubrirla con una capa de tierra que ronda los 40 cm de grosor y sobre esta depositar otra capa de basura y así sucesivamente hasta que el relleno sanitario se da por saturado.
Es un método de ingeniería para la disposición de residuos sólidos en el suelo de manera que se le dé protección al ambiente, mediante el esparcido de los residuos en pequeñas capas, compactándolos al menor volumen práctico y cubriéndolos con suelo al fin de día de trabajo, previniendo los efectos adversos en el medio ambiente.
Hay dos rellenos sanitarios para gestionar los residuos sólidos urbanos: los rellenos descontrolados (en algunos lugares permanecen vigentes) son los más primitivos. El peligro radica en la contaminación que producen, por sus lixiviación, en las capas de agua, en ríos o lagos cercanos y también en el suelo. Los rellenos controlados representan un gran avance en la gestión de estos residuos. Allí los vertidos son compactados y dispuestos entre capas de suelo; se dejan respiraderos para los gases que se originan por la putrefacción y se toman precauciones para la recolección y la depuración de lixiviaciones.
Además, como forma de minimizar el impacto ambiental y como implementación del Protocolo de Kioto los rellenos sanitarios incluyen tratamiento de lixiviados, que son los líquidos producidos por la basura, quema de gases de descomposición, principalmente el metano, planes de reforestación en el área del relleno sanitario y control de olores. Debido a que los residuos confinados sin tratamiento contienen un alto potencial peligro para el medio ambiente (daños en la impermeabilización en el transcurso de tiempo), en Europa ya tienen normas que exigen un tratamiento de los residuos antes de confinar para eliminar su potencial peligro tanto para el ambiente como la salud humana.

## Impacto social y ambiental

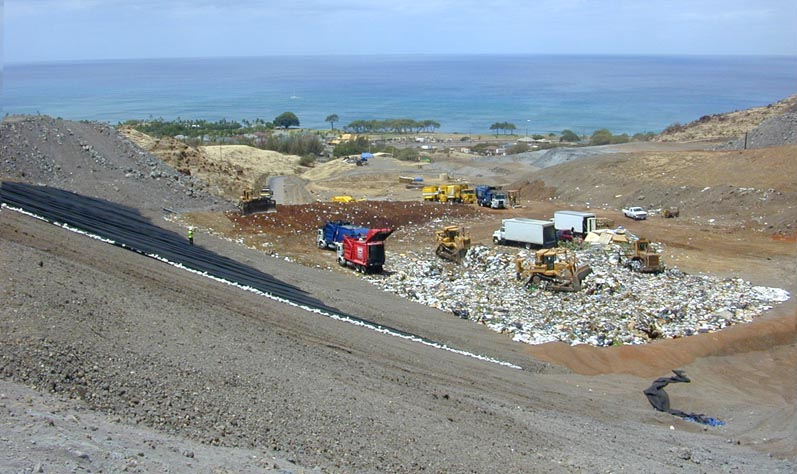
Operación de vertedero en Hawái. Tenga en cuenta que el área que se está llenando es una sola "celda" bien definida y que se ha colocado un revestimiento de vertedero protector (expuesto a la izquierda) para evitar la contaminación por los lixiviados que migran hacia abajo a través de la capa subyacente formación geológica.

Los vertederos tienen el potencial de causar una serie de problemas. Se pueden producir interrupciones en la infraestructura, como daños en las vías de acceso por parte de vehículos pesados. La contaminación de las carreteras locales y los cursos de agua por las ruedas de los vehículos cuando salen del vertedero puede ser significativa y puede mitigarse con sistemas de lavado de ruedas. También puede ocurrir la contaminación del medio ambiente local, como la contaminación de aguas subterráneas o acuíferos o contaminación del suelo.

### Lixiviado
Cuando la precipitación cae en vertederos abiertos, el agua se filtra a través de la basura y se contamina con material suspendido y disuelto, formando lixiviados. Si no se contiene, puede contaminar las aguas subterráneas. Todos los vertederos modernos utilizan una combinación de revestimientos impermeables de varios metros de espesor, sitios geológicamente estables y sistemas de recolección para contener y capturar este lixiviado. Luego puede ser tratado y evaporado. Una vez que un vertedero está lleno, se sella para evitar el ingreso de precipitaciones y la formación de nuevos lixiviados. Sin embargo, los revestimientos deben tener una vida útil, ya sea de varios cientos de años o más. En algún momento, cualquier revestimiento del vertedero podría tener fugas, por lo tanto, el suelo alrededor de los vertederos debe analizarse en busca de lixiviados para evitar que los contaminantes contaminen las aguas subterráneas.

### Gases de descomposición
La comida podrida y otros desechos orgánicos en descomposición crean gases de descomposición, especialmente CO2 y CH4 de la descomposición aeróbica y anaeróbica, respectivamente. Ambos procesos ocurren simultáneamente en diferentes partes de un vertedero. Además de O2 disponible, la fracción de los constituyentes del gas variará según la antigüedad del vertedero, el tipo de desecho, el contenido de humedad y otros factores. Por ejemplo, la cantidad máxima de gas de vertedero producido se puede ilustrar con una reacción neta simplificada de oxalato de dietilo que representa estas reacciones simultáneas:
4 C6H10O4 + 6 H2O → 13 CH4 + 11 CO2
En promedio, aproximadamente la mitad de la concentración volumétrica de gas de vertedero es CH4 y algo menos de la mitad es CO2. El gas también contiene alrededor del 5% de nitrógeno molecular (N2), menos del 1% de sulfuro de hidrógeno (H2S), y una baja concentración de compuestos orgánicos distintos del metano (NMOC), alrededor de 2700 ppmv.

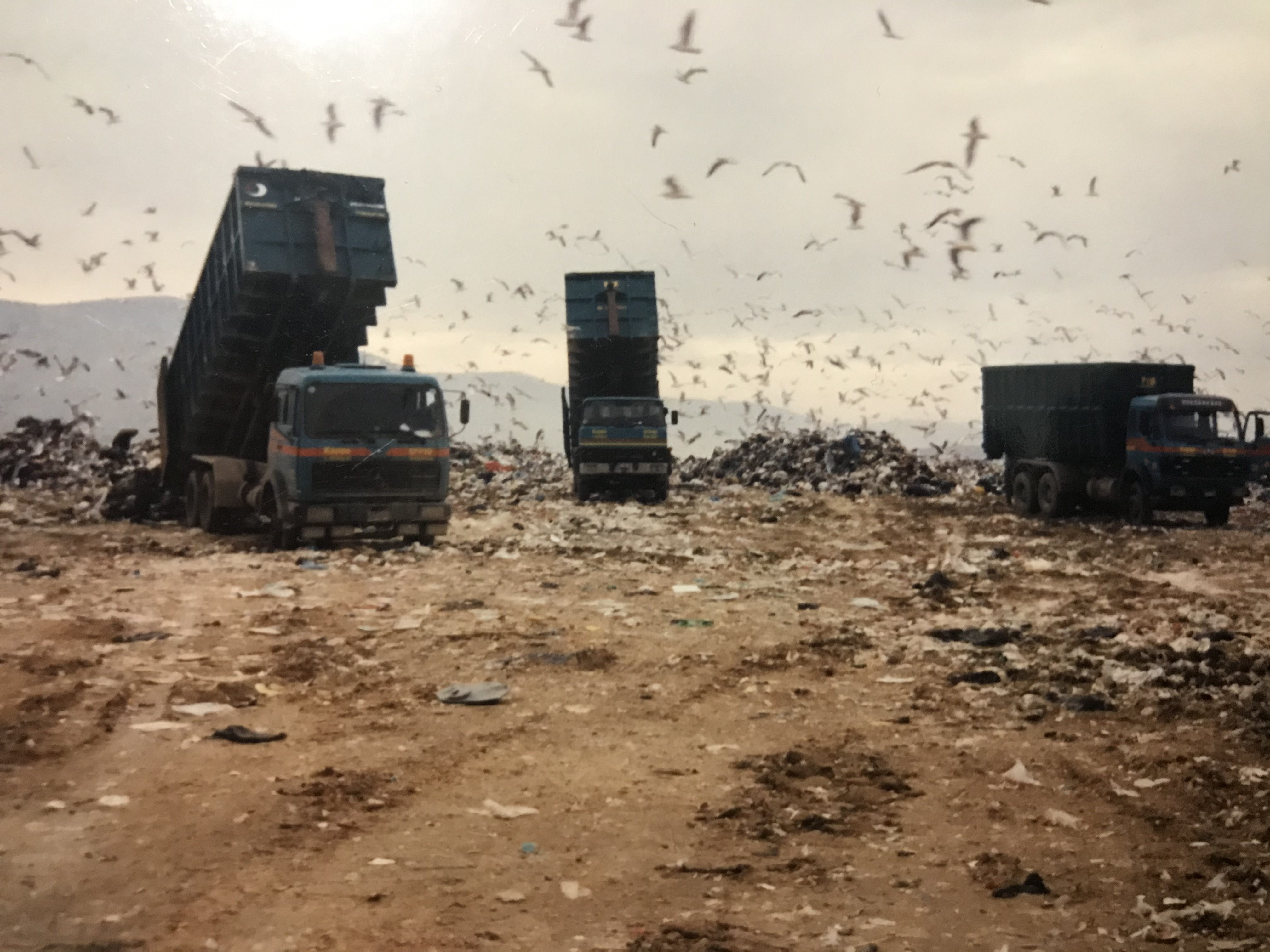
Eliminación de residuos en Atenas, Grecia

Los gases del vertedero pueden filtrarse fuera del vertedero y pasar al aire y al suelo circundantes. El metano es un gas de efecto invernadero, y es inflamable y potencialmente explosivo en ciertas concentraciones, lo que lo hace perfecto para quemarlo y generar electricidad de forma limpia. Dado que la materia vegetal en descomposición y los desechos de alimentos solo liberan carbono que ha sido capturado de la atmósfera a través de la fotosíntesis, ningún carbono nuevo ingresa al ciclo del carbono y la concentración atmosférica de CO2 no es afectada. El dióxido de carbono atrapa el calor en la atmósfera, lo que contribuye al cambio climático. En vertederos gestionados adecuadamente, el gas se recolecta y se quema o se recupera para utilizar gas de vertedero.

### Vectores
Los vertederos mal administrados pueden convertirse en molestias debido a vectores como ratas y moscas que pueden propagar enfermedades infecciosas. La aparición de dichos vectores se puede mitigar mediante el uso de cobertura diaria.

### Otras molestias

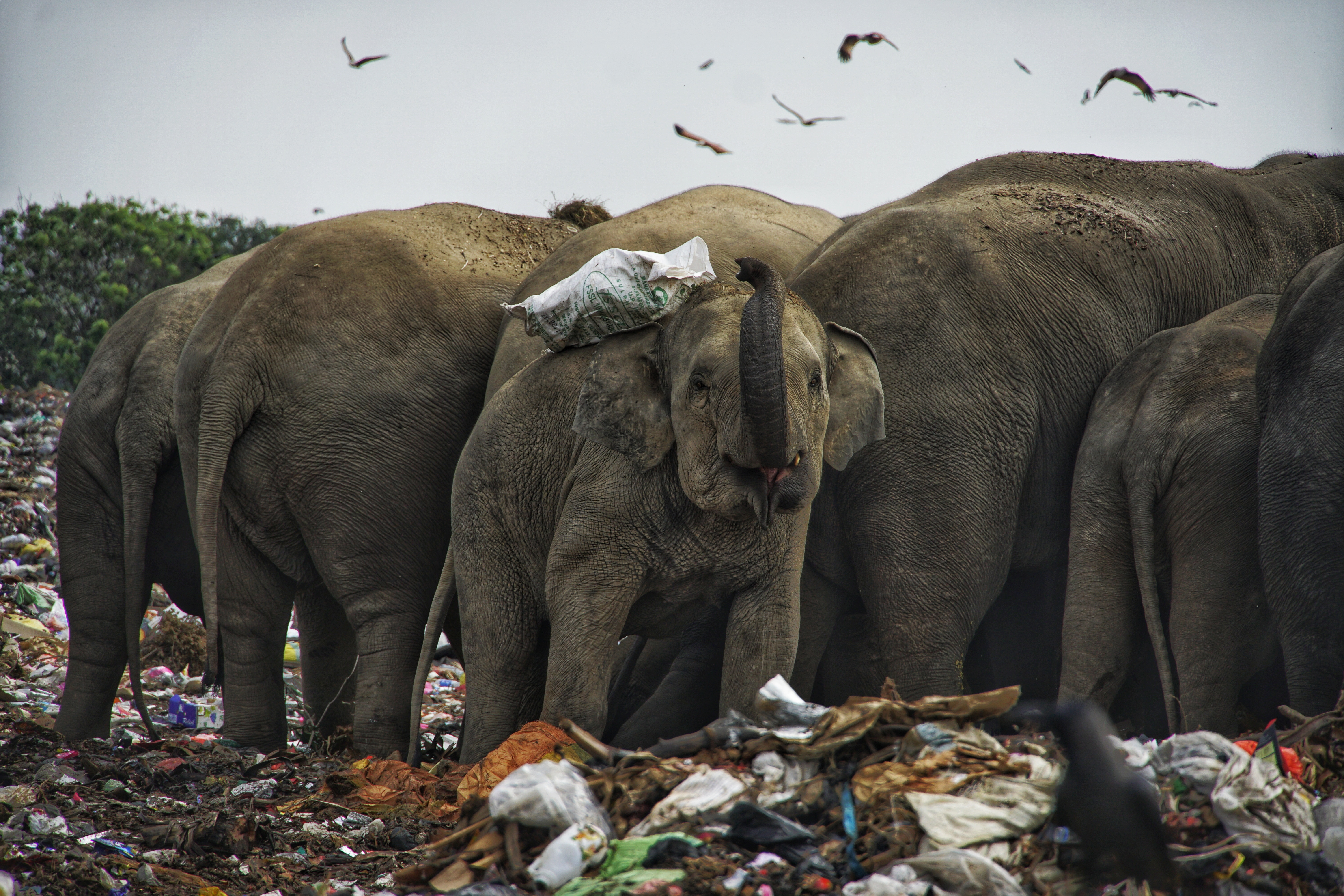
Un grupo de elefantes salvajes interactuando con un basurero en Sri Lanka

Otros problemas potenciales incluyen la interrupción de la vida silvestre debido a la ocupación del hábitat y la alteración de la salud animal causada por el consumo de desechos de los vertederos, polvo, olor, contaminación acústica y reducción del valor de las propiedades locales.